# Kap-Kairo-Plan

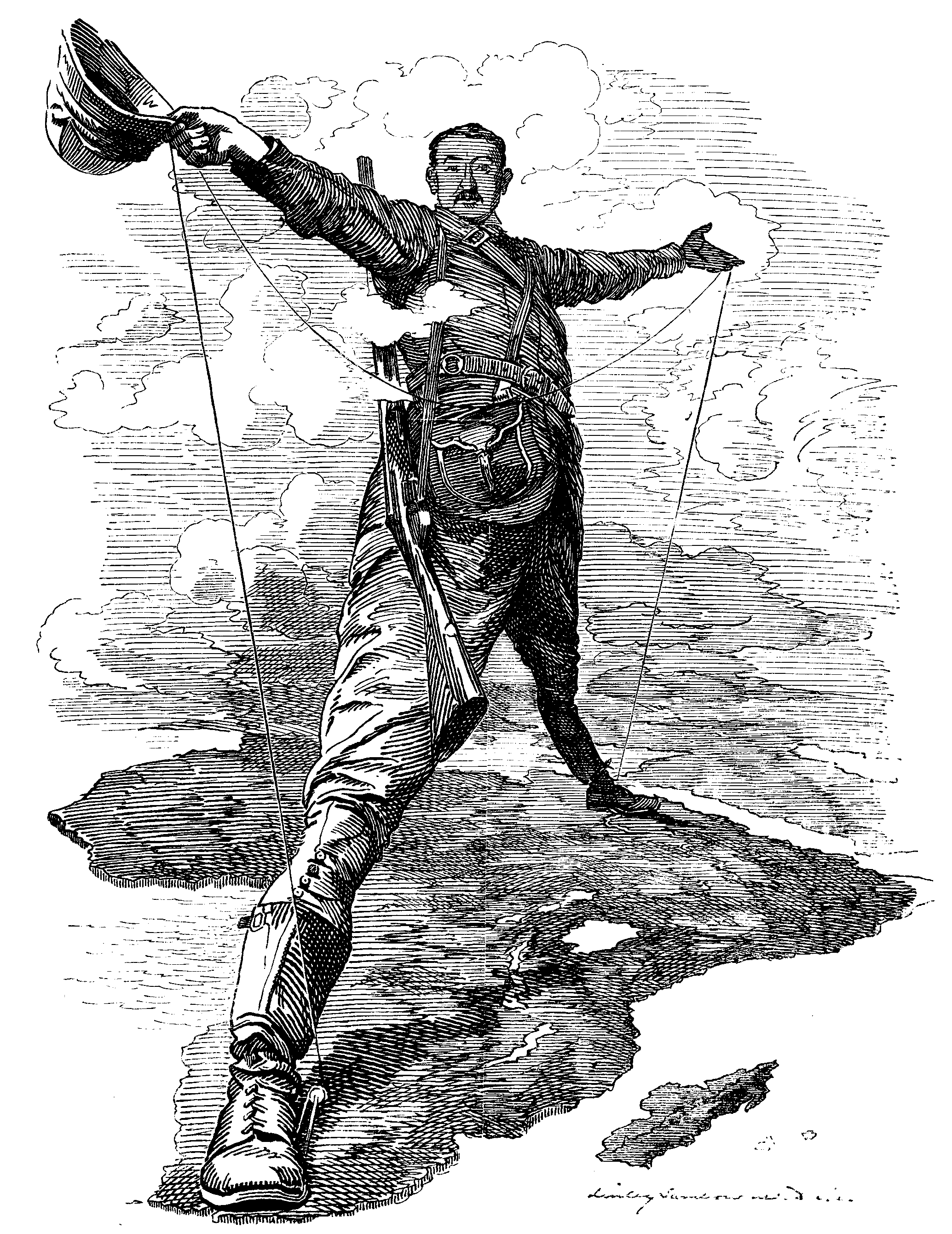
The Rhodes Colossus, Karikatur zum Kap-Kairo-Plan

Überblick über die geplante Verbindung

Der Kap-Kairo-Plan (auch Kap-Kairo-Linie) ist ein unvollendetes Projekt mit dem Ziel, Afrika von Süden nach Norden mit einer Eisenbahnverbindung zu durchziehen. Dieser Plan wurde am Ende des 19. Jahrhunderts im Zeitalters des Imperialismus ins Leben gerufen. Hauptsächlich geht der Plan auf Cecil Rhodes zurück, der die benachbarten Besitzungen des Britischen Empires durch eine durchgehende Linie von Kapstadt in Südafrika nach Kairo in Ägypten verbinden wollte. Viele Abschnitte der Bahn konnten in Betrieb genommen werden. Jedoch fehlt ein großer Teil zwischen dem Sudan und Uganda. Im Rahmen dieses Projektes folgte auch die Einkreisung der Burenrepubliken durch die Kolonien Botswana und Rhodesien und der Burenkrieg im heutigen Südafrika. 

## Gründe für den Bau
Der britische Kolonialismus in Afrika ist stark mit dem Kap-Kairo-Plan verbunden. Cecil Rhodes war entschieden für den Plan, die südlichen Staaten des Kontinents für das Britische Empire zu sichern. Zudem träumte er von einer durchgängigen Verbindung von britischen Dominions. Die Eisenbahnstrecke sollte den Besitz vereinen, die Verwaltung erleichtern, das Militär befähigen, schnell an Krisenorten einzutreffen oder Kriege zu führen, die Besiedlung unterstützen und den Handel fördern. Gleichwohl war es eine enorme technische Herausforderung, den gesamten afrikanischen Kontinent von Norden nach Süden zu verbinden.
Frankreich hatte in den späten 1890er Jahren eine konkurrierende Strategie. Es wollte seinen afrikanischen Besitz vom Senegal nach Dschibuti in West-Ost-Richtung vernetzen. Doch Äthiopien und der südliche Teil des Sudans waren nicht in seinem Besitz. Deshalb entsandte Frankreich 1897 eine Expedition mit dem Ziel, ein Protektorat im südlichen Sudan zu errichten und eine Route durch Äthiopien zu finden. Dieses Vorhaben scheiterte aber, als eine britische Flottille der französischen Expedition an dem Kreuzungspunkt beider Routen auf dem Nil begegnete. Im weiteren Verlauf kam es zur Faschoda-Krise, allerdings hatte keine der beiden Nationen Interesse an einem ernsthaften Konflikt und es kam zu einer gütlichen Einigung auf diplomatischen Weg.

## Gründe für die Nichtvollendung

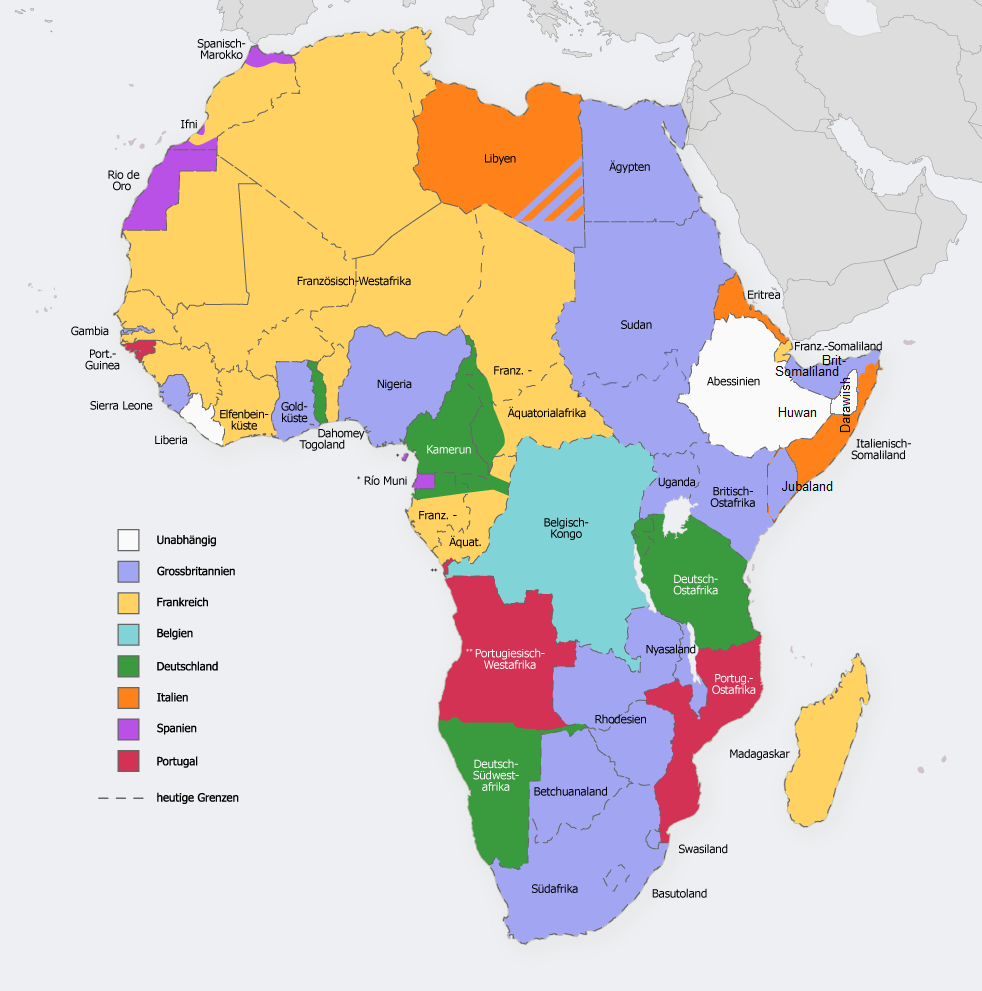
Karte von 1913, die die Aufteilung Afrikas durch die europäischen Mächte zeigt

Die britischen Ambitionen mussten nicht nur die Hürden des Kontinents und dessen Klima überwinden, sondern auch die störenden Interessen anderer Mächte. Neben Frankreich versuchte auch Portugal erfolglos, seine Kolonien Angola und Mosambik zu verbinden. Ferner hatte sich Deutschland ein großes Stück Land in Ostafrika, das eine Nord-Süd-Verbindung somit verhinderte, gesichert. Doch konnte diese Lücke zumindest politisch mit der deutschen Niederlage im Ersten Weltkrieg geschlossen werden. Der Großteil des ehemaligen deutschen Territoriums fiel als Mandatsgebiet Tanganjika an Großbritannien. Zwischen den Weltkriegen verhinderten ökonomische Fragen die Vollendung, obwohl das Britische Empire die politische Macht dazu besaß. Nach dem Zweiten Weltkrieg machten die Unabhängigkeitsbewegungen und die Dekolonisation eine Vollendung unmöglich.

## Heutige Verbindungen

### Der nördliche Abschnitt
Seit 1856 besitzt Ägypten ein Eisenbahnsystem, das Alexandria mit Kairo verbindet und das heutzutage weiter bis Assuan im Süden geht und in Normalspur errichtet wurde. Nachdem eine Fähre den Nasserstausee überquert, beginnt im sudanesischen Wadi Halfa eine Kapspur-Strecke bis Khartum. Dieser Teil der Strecke wurde 1897 von Horatio Herbert Kitchener nach der Niederschlagung des Mahdi-Aufstands in Betrieb genommen. Der südlichste Punkt ist das südsudanesische Wau. Eine Verlängerung und Verbindung mit dem ugandischen und/oder kenianischen Eisenbahnnetz ist angedacht. Ein umfangreicher Teil der sudanesischen Strecke verfällt derzeit aufgrund von politischen Unruhen.

Ein Aufbau einer Schienenverbindung von Äthiopien nach Südsudan in Normalspur und von Kenia oder Uganda nach Südsudan in Normalspur ist derzeit mit chinesischer Hilfe wieder in konkreter Planung.

### Die Strecke in Uganda
Die ostafrikanischen Eisenbahnstrecken verlaufen historisch von den Häfen am Indischen Ozean Richtung Westen. Diese Abschnitte wurden unter deutscher und britischer Herrschaft parallel ausgebaut. Die nördlichste Eisenbahn war die Uganda-Bahn, die mit der von den Kolonialmächten begonnenen Strecke verbunden wurde, sodass heutzutage eine durchgängige Eisenbahnverbindung zwischen der ugandischen Hauptstadt Kampala, der kenianischen Stadt Mombasa  und der tansanischen Großstadt Daressalam existiert. Bis zum Zerbrechen der Ostafrikanischen Gemeinschaft 1977 operierten diese Länder in der Ostafrikanischen Eisenbahn. Heutzutage werden die Strecken von verschiedenen nationalen Firmen betrieben. Die Spurweite beträgt 1000 mm.

### Die TAZARA-Verbindung
Durch Arbeiter der Volksrepublik China konnte 1976 nach sechsjähriger Arbeit eine 1.860 Kilometer lange Strecke in Kapspur (1067 mm) von Daressalam nach Kapiri Mposhi in Sambia fertiggestellt werden. Die TAZARA-Strecke wurde gebaut, um den Binnenstaat Sambia mit seinen mineralischen Ressourcen mit den Häfen am Indischen Ozean ohne Verbindungen durch Südafrika oder zu dieser Zeit portugiesisch kontrollierte Gebiete zu vernetzen. Jedoch war dieser Abschnitt im Kap-Kairo-Plan nicht beabsichtigt worden.

### Der südliche Abschnitt

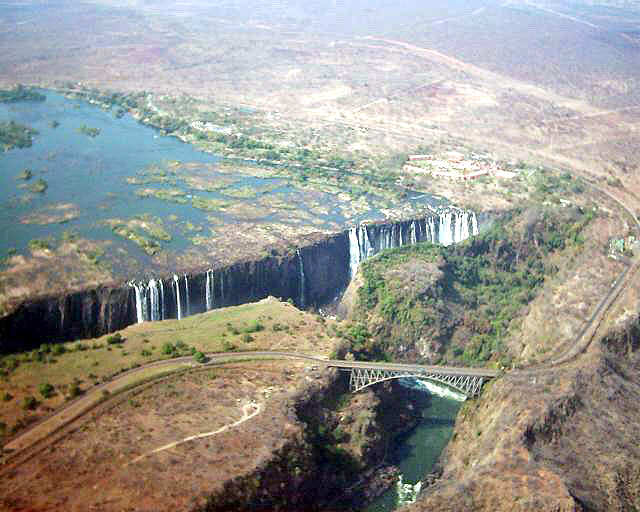
Überführung über die Victoriafälle

Der südliche Abschnitt der geplanten Bahnstrecke wurde noch zur Zeit der britischen Herrschaft vollendet. Die Arbeiten hieran begannen in Kapstadt und verliefen nach Kimberley und anschließend durch den Osten Botswanas nach Bulawayo. Von dieser Stelle verlief sie weiter nordwärts zum Sambesi. Dieser Teil wird heute von der National Railways of Zimbabwe betrieben. Die Victoria Falls Bridge wurde 1905 fertiggestellt und wird darauf von einer sambischen Eisenbahngesellschaft betrieben. Die Strecke führt weiter nach Kapiri Mposhi, wo sie in die TAZARA übergeht. Sie wurde ebenfalls in Kapspur errichtet.